# Наталевич, Никифор Яковлевич
Натале́вич Ники́фор Я́ковлевич (4 (17) мая 1900, д. Веравойша, Оршанский уезд, Могилёвская губерния — 28 марта 1964) — государственный и партийный деятель БССР.

## Биография
Участник Гражданской войны. Член РКП(б) с 1922 года.
В 1919—1937 годах в Красной Армии. В 1934 году окончил Военно-политическую академию имени Толмачёва в Ленинграде.
С 1937 года — и. о. председателя ЦИК Белорусской ССР.
С июля 1937 по март 1948 председатель Президиума Верховного Совета Белорусской ССР. Депутат Верховного Совета СССР в 1937—1950 годах.
В 1938—1948 годах — член Бюро ЦК КП(б) Беларуси.
2 ноября 1939 года на пятой внеочередной сессии Верховного Совета СССР депутат Верховного Совета СССР от Слуцкого округа Н. Я. Наталевич выступил с речью по вопросу присоединения Западной Белоруссии к БССР.
12 ноября 1939 года третья внеочередная сессия Верховного Совета БССР постановила: «Принять Западную Белоруссию в состав Белорусской Советской Социалистической Республики и воссоединить тем самым белорусский народ в едином Белорусском государстве». В тот же день был принят Закон БССР «О принятии Западной Белоруссии в состав Белорусской Советской Социалистической Республики» (подписали председатель Президиума Верховного Совета БССР Н. Наталевич и секретарь Л. Панков).
В 1948—1956 — в Пензенской области, затем — на хозяйственной работе в городах БССР.
В 1960 г. Н. Я. Наталевич вышел на пенсию и вернулся в Пензу.